# Старая Жуковка
Старая Жуковка — село в Базарно-Карабулакском районе Саратовской области.

## География
Старая Жуковка располагается в 76 километрах к северо-востоку от Саратова и в 8 километрах к юго-востоку от Базарного Карабулака. Ближайшая к селу железнодорожная станция Приволжской региональной железной дороги находится в 15 километрах севернее в Хватовке. В Старой Жуковке останавливаются рейсовые автобусы в направлении Вольска, Балаково, районного и областного центров. Региональная трасса Р228 проходит в 22 километрах восточнее.

## История

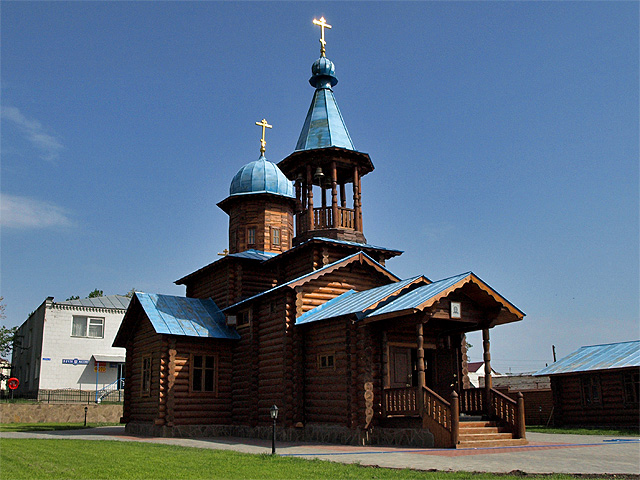
Храм в честь Рождества Христова

Старая Жуковка была основана в 1730 году. К моменту образования села в этой части правобережья Волги уже существовали отъезжие сторожевые слободы, такие как Гремячка, Лох, Алексеевка, Старые Бурасы. Первая в Старой Жуковке церковь была построена в 1753 году тщанием помещика А. И. Жукова. Храм был деревянный, с колокольней, с престолом во имя Иоанна Богослова. В селе также была открыта церковно-приходская школа. Старая Жуковка входила в состав Стригайской волости Вольского уезда Саратовской губернии. К началу Первой мировой войны население составляло 2300 человек (413 дворов), по национальности и вероисповеданию русские, православные.
После революции в селе образовался колхоз «Правда». В годы Великой Отечественной войны жители Старой Жуковки приняли активное участие в сборе средств на постройку танковой колонны «Саратовский комсомолец». На площади Революции установлен мемориал погибшим на полях сражений.
В настоящее время село является административным центром Старожуковского сельского поселения. Функционируют средняя общеобразовательная школа, детский сад, филиалы Сбербанка и почты, три магазина, столовая, пекарня и библиотека. При построенном в 2008 году новом храме имеются воскресная школа и библиотека.

### Достопримечательности
Община верующих в Старой Жуковке была вновь зарегистрирована лишь в 2006 году (старая церковь XVIII века была в советские годы разрушена). В октябре того же года было начато строительство нового храма. За полтора года были построены два церковных дома и храмовое здание, выполненные из карельской сосны в лучших традициях деревянного зодчества. Строительство стало возможным благодаря уроженцам села, предпринимателям из Санкт-Петербурга Ивану Ивановичу и Олегу Ивановичу Заметалиным. Храм Рождества Христова был освящён 25 октября 2008 года. Благоустроена прихрамовая территория, один из церковных Антиминсов изготовлен в сербском скиту Буразери на Святой горе Афон.

## Известные люди
- Левошин В. К. (1893—1964) — профессор, Заслуженный деятель науки РСФСР